# Castries
Castries es la capital de Santa Lucía, un pequeño estado insular soberano del área del Caribe localizado en las Antillas Menores, entre San Vicente y las Granadinas (al sur) y la Martinica (al norte). Santa Lucía es una isla montañosa y volcánica. 
Es el centro comercial de la nación y su actividad gira en torno al puerto. La ciudad es pequeña, contando con apenas 11 377 habitantes según el censo del año 2001; sin embargo, se alimenta de otras poblaciones que la rodean en la periferia y son parte de la región administrativa del mismo nombre. A nivel regional la población asciende a unos 64 404 habitantes, más de la tercera parte de la población nacional de Santa Lucía.

## Historia
En 1650, el fuerte auprès du Petit Cul-de-Sac et de la rivière du Carénage fue fundado por un grupo de 40 franceses dirigidos por de Rousselan, cuando Santa Lucía fue comprada por el capitán du Parquet y Monsieur Houel a la Compañía Francesa de las Indias Occidentales. La capital fue trasladada al lado sur del puerto en 1769 por el gobernador Barón de Micoud. En 1785, el pueblo de Carénage pasó a llamarse Castries, en honor a Charles Eugène Gabriel de La Croix, marqués de Castries, el ministro francés de Marina y Colonias.
En 1835, los británicos construyeron el muelle occidental para facilitar el comercio del carbón y el primer barco de vapor llegó en 1841, el RMS Solway.: 163, 243–244 
Durante la Segunda Guerra Mundial, el 9 de marzo de 1942, el submarino alemán U-161 entró en el puerto de Castries por la noche y hundió dos barcos aliados,: 275  incluido el transatlántico canadiense RMS Lady Nelson, que posteriormente fue reflotado en el puerto y llevado a Canadá para ser convertido en buque hospital.
Poco queda de las primeras construcciones, pues la ciudad ha sido consumida por el fuego en 4 ocasiones desde 1785. El último gran incendio tuvo lugar en 1948, pero aún es posible observar algunos edificios del siglo XIX que han sobrevivido a las llamas, principalmente en los alrededores de la plaza Derek Walcott. La parte más bulliciosa de la ciudad se encuentra al sureste del puerto, entre las calles Jeremi y Peynier, donde se ubica el mercado.
Tras el fin de la Segunda Guerra Mundial en 1945, Castries experimentó transformaciones significativas que marcarían el curso del desarrollo de la isla a lo largo del siglo XX.

### Cambios económicos y desarrollo de infraestructura
Después de la Segunda Guerra Mundial, Santa Lucía, al igual que muchos de sus vecinos del Caribe, experimentó un cambio en su enfoque económico. Durante la era colonial, la economía de la isla dependía en gran medida de la agricultura, con el azúcar, el banano y el cacao como principales productos de exportación. Sin embargo, el fin de la guerra trajo consigo cambios en el comercio global, y se reconoció la necesidad de desarrollar infraestructura para apoyar tanto la industria local como el creciente auge del turismo.
En Castries, el puerto desempeñó un papel crucial en la economía de la isla, especialmente con la creciente demanda de turismo en el Caribe. Las instalaciones portuarias de la ciudad fueron sometidas a importantes mejoras durante las décadas de 1950 y 1960, convirtiendo a Castries en una parada importante para los cruceros, que se convertirían en un componente clave de la economía insular en las décadas posteriores. El puerto también apoyaba las exportaciones agrícolas de la isla, que seguían siendo fundamentales.
El auge del turismo fue central para la modernización de Castries. A finales de la década de 1940 y principios de la de 1950, la ciudad comenzó a recibir más inversiones en hoteles, restaurantes y otros servicios dirigidos a atraer visitantes. Este fenómeno coincidió con el aumento de los viajes aéreos en el Caribe, ya que los turistas se dirigían a la isla en busca de sus paisajes naturales, en particular sus playas vírgenes y su dramático paisaje montañoso.

### Desarrollos políticos e independencia
Durante el período posterior a la guerra, Castries también se convirtió en el centro de la actividad política en la isla. Santa Lucía, que había sido una colonia británica, experimentó importantes cambios políticos mientras avanzaba hacia la autogobernanza. En 1951, se introdujo el sufragio universal, otorgando a todos los ciudadanos adultos el derecho al voto, independientemente de su género o raza. Este fue un paso crucial en el camino hacia la independencia y marcó el inicio de una participación política más amplia en los asuntos de la isla.
Para la década de 1960, Castries ya era el epicentro de la vida política en la isla. Santa Lucía seguía formando parte de la Federación de las Indias Occidentales Británicas, y muchos de los líderes políticos de la isla tenían su base en la capital. Los años 60 estuvieron marcados por el auge del movimiento obrero y la lucha por la plena autonomía de Gran Bretaña. En 1967, Santa Lucía alcanzó un gobierno interno completo, un paso significativo hacia la independencia. Castries fue la sede del nuevo gobierno, y la ciudad se convirtió en el hogar del primer parlamento nacional de la isla.
Santa Lucía obtuvo la independencia completa de Gran Bretaña el 22 de febrero de 1979. El nuevo país mantuvo estrechos lazos con el Reino Unido, pero Castries ahora era el corazón de un estado soberano e independiente, listo para forjar su propio futuro.

### Urbanización y cambios sociales
Las décadas posteriores a la independencia trajeron consigo un auge en la urbanización de Castries. La población creció rápidamente a medida que las personas de las zonas rurales migraban a la capital en busca de mejores oportunidades laborales, educativas y una calidad de vida superior. Esta migración llevó a la expansión de la ciudad y al desarrollo de nuevas viviendas, servicios públicos y áreas comerciales.
El período posterior a la independencia también trajo consigo cambios en el tejido social de Castries. El gobierno invirtió en mejorar la educación y la atención médica, y la ciudad se convirtió en un centro para las actividades sociales y culturales. El Centro Cultural Nacional, inaugurado en 1976, y otras instituciones fomentaron un sentido de identidad y orgullo nacional.
Castries experimentó una reconstrucción significativa después de una serie de desastres naturales, incluidos huracanes en la década de 1980, que dañaron la infraestructura y las viviendas. La ciudad se recuperó, con un enfoque en la resiliencia ante desastres y el desarrollo sostenible.

## Geografía
Castries está rodeada de colinas y montañas. Al norte de la ciudad, se encuentra una cadena montañosa que forma parte de las tierras altas del interior de la isla. Al sur de Castries, se encuentra el río Roseau, que fluye hacia el mar. Este río es uno de los principales cursos de agua de la isla. La ciudad se encuentra a baja altitud, lo que facilita su acceso desde el mar y también le da una vista panorámica hacia el océano.

## Formación geológica
Santa Lucía es de origen volcánico y montañoso. Tiene varios volcanes inactivos, siendo el más famoso el Volcán Soufrière, cerca de la ciudad de Soufrière. La isla cuenta con montañas y colinas que cubren gran parte de su territorio, creando un terreno accidentado y paisajes espectaculares.

## Clima
El clima de Santa Lucía es tropical, con una estación lluviosa de junio a noviembre y una estación seca de diciembre a mayo.
La temperatura media anual oscila entre los 24 °C y 30 °C, con alta humedad, especialmente en la costa.
| Parámetros climáticos promedio de Castries | Parámetros climáticos promedio de Castries | Parámetros climáticos promedio de Castries | Parámetros climáticos promedio de Castries | Parámetros climáticos promedio de Castries | Parámetros climáticos promedio de Castries | Parámetros climáticos promedio de Castries | Parámetros climáticos promedio de Castries | Parámetros climáticos promedio de Castries | Parámetros climáticos promedio de Castries | Parámetros climáticos promedio de Castries | Parámetros climáticos promedio de Castries | Parámetros climáticos promedio de Castries | Parámetros climáticos promedio de Castries |
| Mes                                        | Ene.                                       | Feb.                                       | Mar.                                       | Abr.                                       | May.                                       | Jun.                                       | Jul.                                       | Ago.                                       | Sep.                                       | Oct.                                       | Nov.                                       | Dic.                                       | Anual                                      |
| ------------------------------------------ | ------------------------------------------ | ------------------------------------------ | ------------------------------------------ | ------------------------------------------ | ------------------------------------------ | ------------------------------------------ | ------------------------------------------ | ------------------------------------------ | ------------------------------------------ | ------------------------------------------ | ------------------------------------------ | ------------------------------------------ | ------------------------------------------ |
| Temp. máx. media (°C)                      | 30                                         | 30                                         | 30                                         | 31                                         | 31                                         | 31                                         | 32                                         | 32                                         | 32                                         | 31                                         | 30                                         | 30                                         | 30.8                                       |
| Temp. mín. media (°C)                      | 23                                         | 23                                         | 24                                         | 25                                         | 25                                         | 25                                         | 25                                         | 24                                         | 24                                         | 23                                         | 23                                         | 23                                         | 23.9                                       |
| Precipitación total (mm)                   | 15                                         | 13                                         | 33                                         | 88                                         | 101                                        | 114                                        | 134                                        | 144                                        | 153                                        | 130                                        | 59                                         | 31                                         | 1015                                       |
| Días de lluvias (≥ 0.1 mm)                 | 3                                          | 3                                          | 4                                          | 5                                          | 9                                          | 11                                         | 11                                         | 13                                         | 12                                         | 10                                         | 7                                          | 5                                          | 93                                         |
| Horas de sol                               | 256                                        | 238                                        | 270                                        | 268                                        | 263                                        | 246                                        | 233                                        | 224                                        | 215                                        | 209                                        | 231                                        | 257                                        | 2910                                       |
| [cita requerida]                           |                                            |                                            |                                            |                                            |                                            |                                            |                                            |                                            |                                            |                                            |                                            |                                            |                                            |

### Huracanes
Santa Lucía, al igual que muchas islas del Caribe, es vulnerable a los huracanes, especialmente durante la temporada de huracanes del Atlántico, que va de junio a noviembre. Aunque la isla no ha sido tan afectada por huracanes directos como algunos de sus vecinos, ha enfrentado varios huracanes devastadores. A continuación, se destacan algunos de los huracanes más fuertes que han golpeado la isla y se exploran sus impactos.
El Huracán Allen categoría 5 (en la escala de Saffir-Simpson), azotó la isla entre el 7 y el 10 de agosto de 1980. El huracán Allen fue una de las tormentas más poderosas en golpear el Caribe en el siglo XX, y Santa Lucía fue una de las islas más afectadas. Aunque la tormenta no hizo un aterrizaje directo en Santa Lucía, pasó lo suficientemente cerca como para causar daños graves. La isla experimentó vientos fuertes, lluvias torrenciales e inundaciones generalizadas. Se registraron vientos sostenidos superiores a 165 mph (270 km/h) en algunas áreas. La infraestructura sufrió daños significativos, especialmente en casas, carreteras y líneas eléctricas. Los cultivos, especialmente el banano, que es uno de los principales productos de exportación, fueron gravemente afectados. La tormenta causó cortes de energía generalizados, dejando muchas partes de la isla sin electricidad durante días. El huracán causó la muerte de al menos 10 personas en Santa Lucía. Varios resultaron heridos y los daños a las viviendas dejaron a muchos desplazados.
El Huracán Lenny categoría 4 (en la escala de Saffir-Simpson), golpeó la isla entre el 17 y el 19 de noviembre de 1999. El huracán Lenny fue una tormenta inusual, ya que se desplazó de este a oeste, en la dirección opuesta a los huracanes típicos. Este trayecto impredecible trajo la tormenta de una manera que resultó particularmente destructiva para Santa Lucía.  Los vientos sostenidos alcanzaron los 150 mph (240 km/h). Santa Lucía sufrió daños extensos debido a los vientos y las lluvias intensas del huracán. La tormenta provocó deslizamientos de tierra en las regiones montañosas y graves inundaciones, especialmente en las zonas costeras. La industria del banano, que seguía siendo un componente importante de la economía, se vio nuevamente muy afectada. La infraestructura, incluidas viviendas, carreteras y puentes, sufrió daños considerables. Aunque no hubo informes oficiales de muertes directamente causadas por el huracán, Lenny causó millones de dólares en daños. Varios resultaron heridos y muchas viviendas fueron destruidas.
El Huracán Tomas (2010) categoría: 1 (en la escala de Saffir-Simpson) golpeó la isla entre el 30 y el 31 de octubre de 2010. El huracán Tomas, aunque no tan fuerte como otras tormentas, causó una gran devastación en Santa Lucía. Como tormenta de categoría 1, Tomas alcanzó vientos sostenidos de 85 mph (140 km/h), pero sus intensas lluvias y las inundaciones asociadas causaron más daño que lo que sus vientos sugerirían. La tormenta dejó lluvias intensas, lo que llevó a inundaciones generalizadas y deslizamientos de tierra, especialmente en el sur de la isla. Las lluvias también provocaron el colapso de varias casas en las laderas y la destrucción de tierras agrícolas, siendo los cultivos de banano los más afectados. Tomas causó graves inundaciones en Castries, la capital, y otras áreas urbanas. Muchas carreteras fueron arrasadas o quedaron intransitables debido a los deslizamientos de tierra. En algunos casos, barrios enteros quedaron sumergidos bajo el agua. Al menos 14 personas perdieron la vida a causa de la tormenta, y muchas otras fueron desplazadas. Los daños a la infraestructura y la agricultura fueron extensos, y la recuperación llevó meses.
El Huracán Ivan (2004) categoría 5 (en la escala de Saffir-Simpson) golpeó la isla entre el 5 y el 10 de septiembre de 2004. 
Aunque el huracán Iván pasó principalmente al sur de Santa Lucía, la isla aún experimentó vientos fuertes, lluvias intensas y marejadas. Los peores impactos se sintieron a lo largo de la costa sur, donde los vientos de hasta 100 mph (160 km/h) causaron daños considerables.
Velocidades del viento: Los vientos sostenidos alcanzaron los 160 mph (260 km/h) en su punto máximo. Iván causó daños generalizados, especialmente en las zonas costeras. Las lluvias de la tormenta provocaron inundaciones repentinas y deslizamientos de tierra, afectando tanto la infraestructura como las viviendas. Muchas carreteras fueron bloqueadas y varias casas sufrieron daños o fueron destruidas, especialmente en las zonas sur y oeste de la isla. Iván no causó muertes significativas en Santa Lucía, pero contribuyó a millones de dólares en daños, especialmente en viviendas e infraestructura.
Aunque Santa Lucía no siempre ha experimentado el impacto directo de algunas de las tormentas más poderosas del Caribe, huracanes como Allen, Lenny, Tomás, Iván, Dean y Elsa han dejado una huella duradera en la isla. Estas tormentas han causado pérdidas de vidas, daños significativos a la infraestructura y contratiempos para la industria agrícola, especialmente el banano, que sigue siendo un componente crucial de la economía de la isla. La resiliencia del pueblo de Santa Lucía y los esfuerzos continuos para reconstruir y mejorar la preparación ante desastres han sido fundamentales para asegurar la recuperación de la isla después de estos eventos catastróficos.

## Infraestructura
El Aeropuerto George F. L. Charles presta servicio a la ciudad, pero la mayor parte de los vuelos internacionales llegan al Aeropuerto Internacional Hewanorra, cerca de Vieux Fort, en el extremo sur de la isla. Castries también se conecta mediante un ferry a la ciudad de Soufriere, localizada al oeste de la isla.

## Turismo

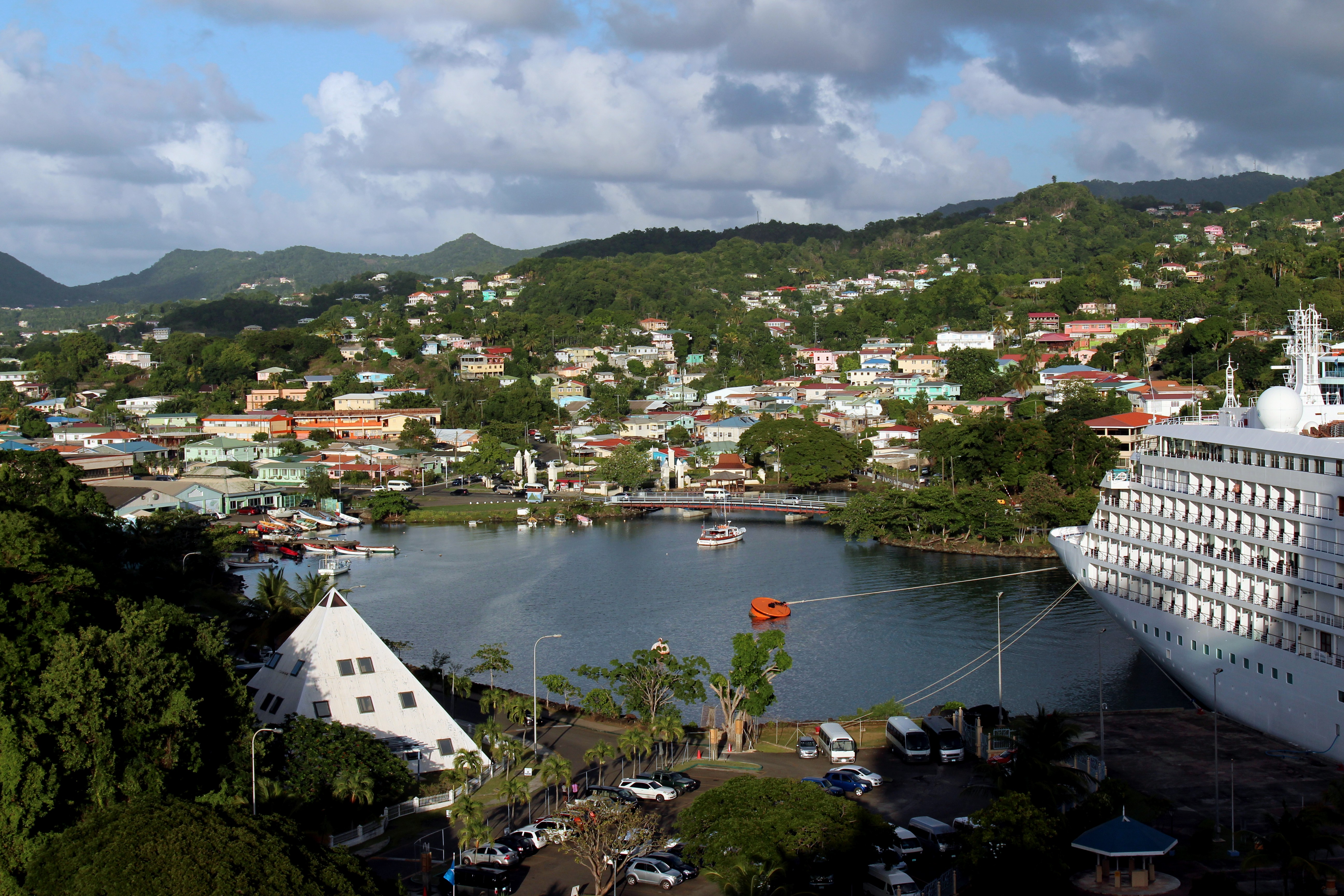
Puerto de cruceros

Castries, una de las principales zonas turísticas de Santa Lucía, es un puerto de escala para los cruceros. Atracan en Pointe Seraphine, al norte del puerto.
Entre los lugares de interés se encuentran la Catedral de la Inmaculada Concepción, la plaza Derek Walcott (rebautizada como plaza Colón en honor al poeta de la isla ganador del Premio Nobel, Derek Walcott), la Biblioteca Municipal, la Casa de Gobierno y el Fuerte Charlotte, en la cima de Morne Fortune (una colina de 258 m). Entre las playas se encuentran las de Vigie, Malabar, Choc y La Toc.

## Transporte

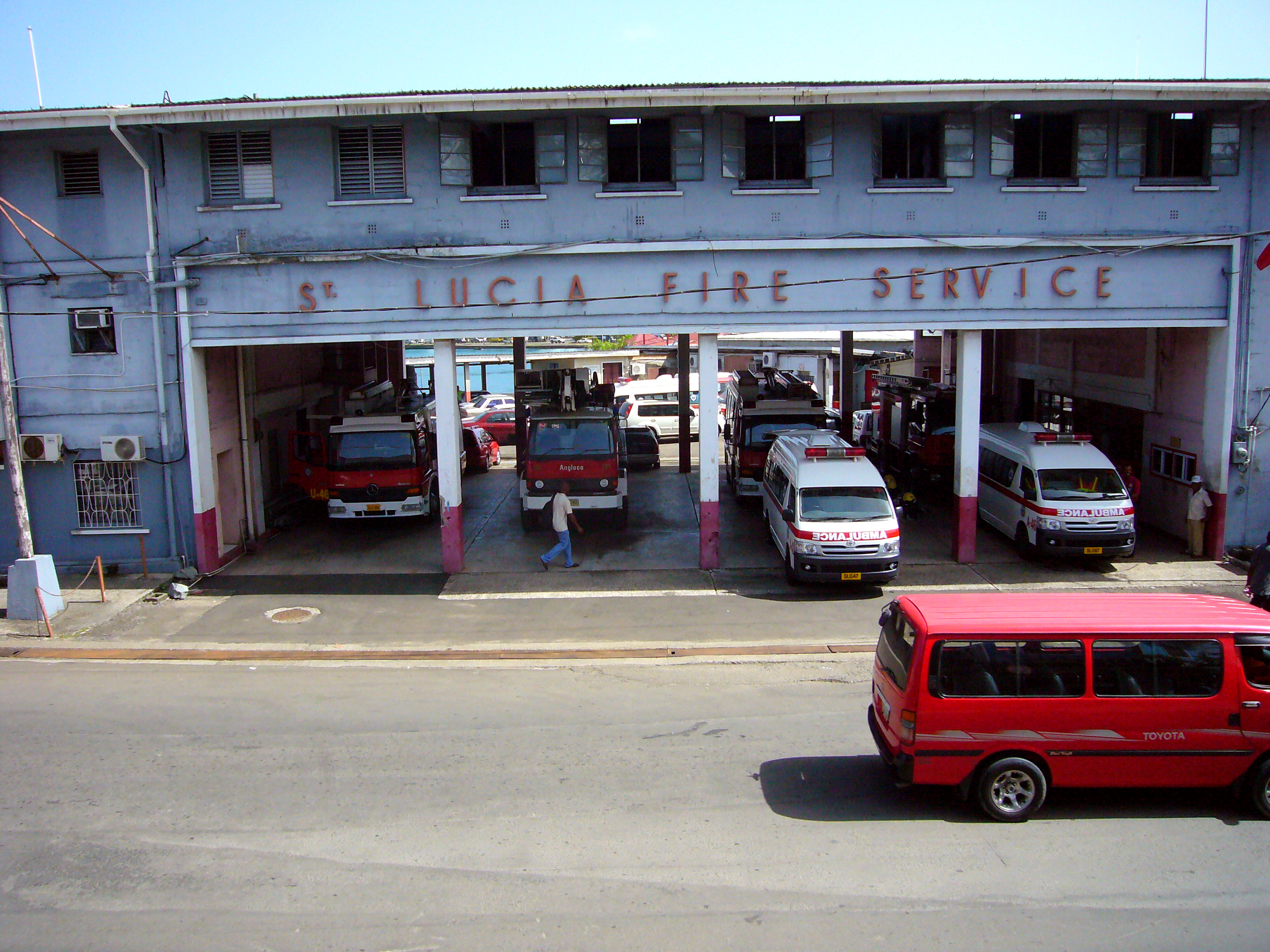
Parque de bomberos.

Castries cuenta con el aeropuerto George F. L. Charles, también conocido como aeropuerto de Vigie. Los pasajeros de vuelos más largos llegan al aeropuerto internacional de Hewanorra, cerca de Vieux-Fort. El trayecto entre Hewanorra y Castries puede durar una hora y media. El servicio de helicópteros entre los aeropuertos acorta el tiempo de viaje.
Hay transbordadores entre Castries y Fort-de-France (Martinica). Los yates pueden atracar en Castries, aunque primero deben pasar por la aduana. Cuando la zona de aduanas está llena, los yates deben anclar en el muelle de cuarentena para esperar; los que no lo hacen son multados. Después, los yates pueden fondear frente a Castries Town o Vigie Creek.
Las rutas de autobús estándar van desde Castries a todos los distritos periféricos de la isla. Los autobuses son privados (no subvencionados por el gobierno) y llevan matrículas verdes con números que empiezan por M, por ejemplo, M456. Los autobuses se alinean en zonas designadas para recoger a los pasajeros. En la parte frontal del autobús aparece una banda de ruta, una señal luminiscente que indica a qué parte de la isla se dirige el autobús.

## Instituciones políticas
Además de ser la capital de Santa Lucía, Castries alberga la secretaría de la Organización de Estados del Caribe Oriental. Castries también alberga la sede del Tribunal Supremo del Caribe Oriental.
En octubre de 2008 se creó la Cámara de Comercio Americana de Santa Lucía. El establecimiento de una cámara fue impulsado por la Embajada de EE. UU. en Barbados. Hugh W. Jones fue elegido e instalado como su primer presidente.
La alcaldesa de Castries es Geraldine Lendor-Gabriel, que tomó posesión de su cargo en septiembre de 2021.
Varias embajadas y consulados internacionales tienen su sede en Castries. Entre ellas se encuentran la Organización de Estados Americanos, el Alto Comisionado Británico, la Embajada de México, la Embajada de la República de China (Taiwán) (en Rodney Bay), el Consulado de la República Dominicana, la Embajada de Francia, el Viceconsulado de Italia, el Consulado de Jamaica, el Consulado de los Países Bajos, el Consulado de Noruega, la Embajada de Brasil y la Embajada de Venezuela.

## Edificios
- Catedral Basílica de la Inmaculada Concepción de Castries

## Moneda
Junto con otros estados de la cadena de islas, Santa Lucía forma parte de la Organización de Estados del Caribe Oriental, cuyo Banco Central del Caribe Oriental es responsable de una unión monetaria que gestiona el dólar del Caribe Oriental (1 dólar estadounidense = 2,7 dólares del Caribe Oriental).

## Ciudades Hermanas
- Maturín, Venezuela
- Rancagua, Chile